# À travers les Ardennes flamandes
À travers les Ardennes flamandes (en néerlandais : Dwars door de Vlaamse Ardennen) est une course cycliste créée en 2014 et disputée dans les Ardennes flamandes, en Flandre-Orientale en Belgique.

## Histoire
À travers les Ardennes flamandes est pour la première fois disputé le 26 juin 2014. Cette édition est remportée par le Belge Dimitri Claeys.
Pour son édition 2015, disputée le 19 juillet, la course fait partie de l'UCI Europe Tour dans la catégorie 1.2, ce qui lui permet également d'être une des manches de la Topcompétition. Elle vient en effet remplacer le Circuit de Wallonie qui ne fait plus partie des circuits continentaux de cyclisme à partir de 2015.

## Palmarès
| Année | Vainqueur       | Deuxième            | Troisième         |
| ----- | --------------- | ------------------- | ----------------- |
| 2014  | Dimitri Claeys, | Gerry Druyts        | Xandro Meurisse   |
| 2015  | Stijn Steels    | Dimitri Claeys      | Preben Van Hecke  |
| 2016  | Timothy Dupont  | Alexander Edmondson | Rob Leemans       |
| 2017  | Cameron Meyer   | Xandro Meurisse     | Maxime Vantomme   |
| 2018  | Robby Cobbaert  | Gerry Druyts        | Edward Planckaert |